# Denkendorf (Oberbayern)
Denkendorf ist eine Gemeinde und ein Dorf im oberbayerischen Landkreis Eichstätt in Deutschland.

## Geographie
Die Gemeinde liegt rund 20 Kilometer nördlich von Ingolstadt im Naturpark Altmühltal.

### Gemeindegliederung
Es gibt 10 Gemeindeteile (in Klammern ist der Siedlungstyp angegeben):
- Altenberg (Kirchdorf)
- Bitz (Kirchdorf)
- Denkendorf (Pfarrdorf)
- Dörndorf (Pfarrdorf)
- Gelbelsee (Pfarrdorf)
- Riedelshof (Einöde)
- Schönbrunn (Dorf)
- Straßhaus (Einöde)
- Straßhäusl (Weiler)
- Zandt (Pfarrdorf)

## Geschichte

### Mittelalter und Frühe Neuzeit
Eine früheste bekannte Kunde von Denkendorf (Denchendorf, Dorf des Thanko) erhält man im Pontifikale Gundekarianum: Zwischen 1057 und 1075 weihte hier der Eichstätter Bischof Gundekar II. eine Kirche. Als Ortsadelige sind im 12. und 13. Jahrhundert das Ministerialengeschlecht der Denkendorfer nachgewiesen. So bezeugen 1140 Gottfried und Heinrich von Denkendorf eine Schenkung an das Benediktinerkloster Plankstetten; 1209 verkaufte Heinrich von Denkendorf, Ministeriale der Grafen von Hirschberg, dem Kloster ein Gut in Muttenhofen. Der Sitz dieses Adelsgeschlechtes ist nicht mehr festzustellen.
In der Auseinandersetzung um die Hirschberger Erbschaft nach deren Aussterben 1305 mit Graf Gebhard VII. wurde der Ort dem Hochstift Eichstätt zugesprochen. Den Grundbesitz vergab der Bischof als Lehen an Adelige, so an die Simbacher, die Zanter und die Töginger. Die Hirschberger Salbücher von 1644 und 1741 weisen durchgehend drei größere Höfe und mehrere kleinere als bischöflich aus, bewohnt und bewirtschaftet von insgesamt 36 bischöflichen Untertanen. Auch die Erbtaferne, die Badstube und eine Hube (niederdeutsch Hufe) mit Holzgerechtigkeit im Köschinger Forst waren bischöfliches Lehensgut. 1473 kam ein Denkendorfer Anwesen der Arnsberger an den Bischof. Außer dem Hochstift hatte auch das Eichstätter Benediktinerinnenkloster St. Walburg seit 1320 mit dem Meierhof Besitz im Ort. Im 17. Jahrhundert gehörten weitere Liegenschaften der Kirche St. Salvator in Dietfurt, einem nicht näher genannten Benefizium in Eichstätt und dem Herzog von Bayern. Daneben gab es zu dieser Zeit nicht unerheblichen bäuerlichen Eigenbesitz. 1644 lagen infolge des Dreißigjährigen Krieges sieben Höfe öde.
Mit dem unteren Hochstift gehörte das Dorf zum Oberamt Hirschberg-Beilngries und zum bischöflichen Kastenamt Beilngries. Der Ort war Sitz einer eigenen Ehehaft, der auch Dörndorf und Bitz angehörten. Von einer Schule in Denkendorf ist erstmals im frühen 17. Jahrhundert (1608) die Kunde.
Ende des 18. Jahrhunderts gab es in Denkendorf circa 50 Haushalte.

### 19. und 20. Jahrhundert
Infolge der Säkularisation (1803) kam Denkendorf an den Großherzog Erzherzog Ferdinand III. von Salzburg-Toskana und 1806 an das Königreich Bayern. 1808 wurde aus Denkendorf und Dunsdorf der Steuerdistrikt Denkendorf im Landgericht Kipfenberg gebildet. Mit dem Gemeindeedikt von 1818 waren beide Orte wieder selbständige Gemeinden.
Im Jahr 1830 umfasste der neu kombinierte Steuerdistrikt Denkendorf, Altenberg und das Gut Riedelshof. Zu dieser Zeit bestand Denkendorf aus 59 Haushalten mit 320 Einwohnern. Von 1935 bis 1938 wurde die Reichsautobahn durch die Denkendorfer Flur gebaut. 1945 wurde eine Flurbereinigung durchgeführt. 1950 zählte man bei 121 Haushalten 762 Einwohner.
Bei der Gebietsreform 1972 wurde der mittelfränkische Landkreis Eichstätt und mit ihm Denkendorf in den Regierungsbezirk Oberbayern eingegliedert. 1983 gab es im Ort bei 1347 Einwohnern elf Handwerksbetriebe, mehrere andere Betriebe, Gasthäuser und Pensionen, fünf landwirtschaftliche Vollerwerbs- und 30 Nebenerwerbsbetriebe. 1996 wurde ein neues Feuerwehrhaus, 2000 eine neue Sporthalle für Schule und Vereine eingeweiht.

### Eingemeindungen
Im Zuge der Gebietsreform in Bayern wurden am 1. April 1971 die Gemeinden Dörndorf, Schönbrunn und Zandt eingegliedert. Am 1. Januar 1972 kam Bitz hinzu. Gelbelsee folgte am 1. Mai 1978.

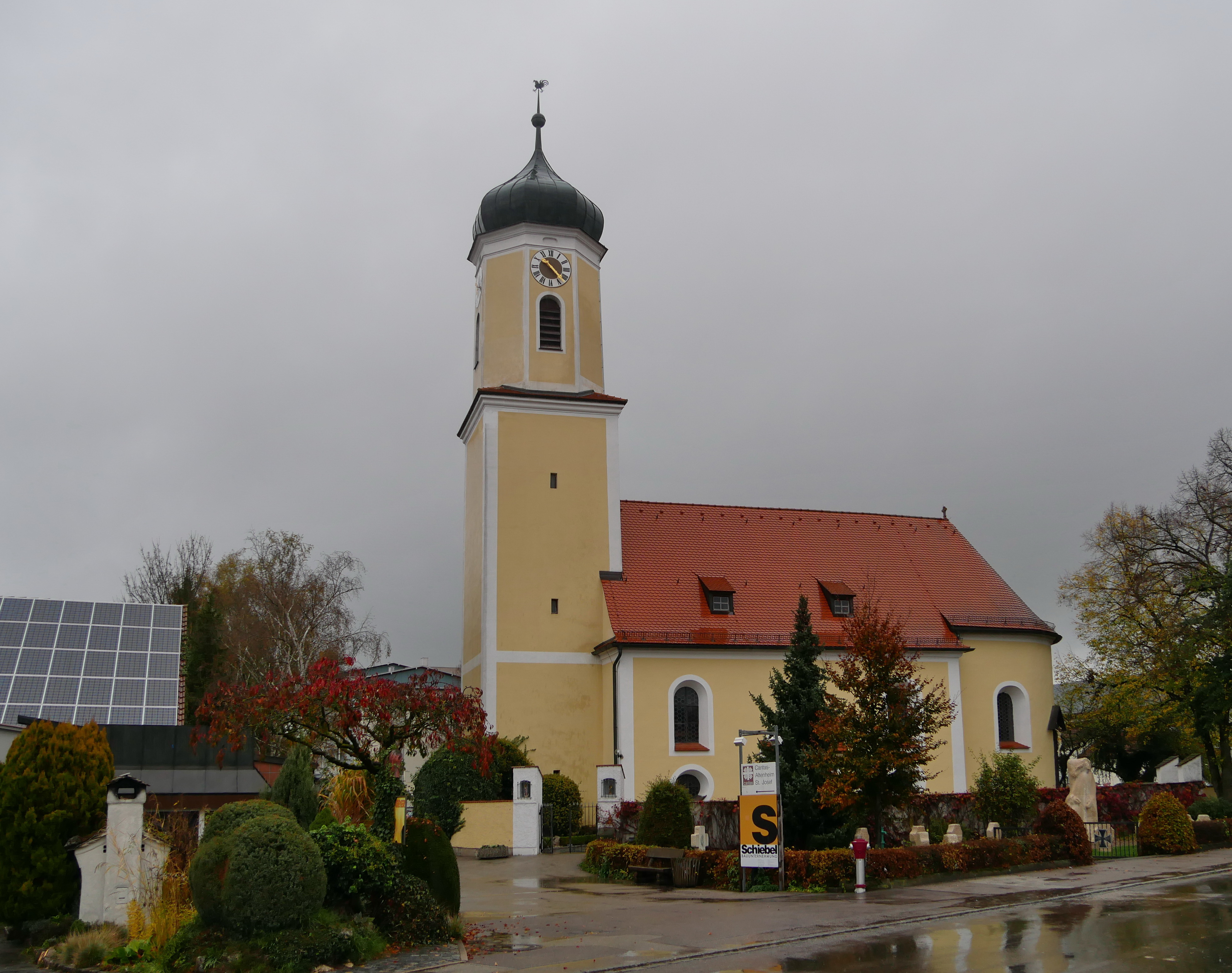
Pfarrkirche St. Laurentius in Denkendorf

### Religionen
Die katholische Pfarrei Denkendorfs geht auf alte Zeit zurück, wie das St. Laurentius-Patrozinium erkennen lässt. Die Gundekar-Kirche erhielt einen wohl größeren Nachfolgebau, der zwischen 1182 und 1194 durch Bischof Otto geweiht wurde. 1703 errichtete man vielleicht nach Plänen des Eichstätter Hofbaumeisters Jakob Engel einen Neubau, geweiht 1705, der 1927/28 durch den Münchner Architekten Friedrich Ferdinand Haindl nach Norden erweitert wurde. Die Stuckaturen brachte Christian Bechtle aus Neumarkt in der Oberpfalz an. Das dreiachsige Langhaus ist flachgedeckt, der Turm mit quadratischen Untergeschossen und einem schlanken Oktogon als Obergeschoss mit Kuppel (von 1762) lehnt sich an die Westseite an. Der viersäulige Hochaltar und die beiden zweisäuligen Seitenaltäre sind Ausstattungsstücke des späten Rokoko. Die barocke Kanzel stammt von 1703.
Die Deckenfresken Marter des Laurentius und die Medaillons mit der Laurentiusvita hat der neobarocke Maler Josef Wittmann 1928 geschaffen. Der Kreuzweg wurde im späten 18. Jahrhundert gemalt. Die Holzfiguren der Kirche entstanden in der Spätgotik und im Barock. 1707 wurde der Pfarrhof, heute als „alter Pfarrhof“ bezeichnet, erbaut; 1946 erbaute man ein neues Pfarrhaus. Der Friedhof, ursprünglich an der Kirche, wurde 1921 aufgelassen. 1996 bezog die Pfarr- und Gemeindebücherei neue Räume. 1967 errichtete die Pfarr-Caritas ein Altenheim. 1899 und 1984 kam jeweils eine neue Orgel in die Kirche. Es gibt einen katholischen „Kindergarten Marienheim“. Die Marienkapelle im Ort stammt aus dem 17. Jahrhundert.
Vor der Kirche steht ein steinernes Kriegerdenkmal von 1957, das einen Engel zeigt, der einen sterbenden Soldaten tröstet, geschaffen von Barthel Mes aus Ingolstadt.

### Einwohnerentwicklung
Zwischen 1988 und 2018 wuchs die Gemeinde von 3306 auf 4902 um 1596 Einwohner bzw. um 48,3 %.
Gemeindeteile
| Gemeindeteil | um 1800 | um 1900 | 1993 | 1998 | 2001 | 2002 | 2004 | 2005 | 2010 | 2015 |
| Denkendorf   | 0295    | 0530    | 1870 | 2082 | 2117 | 2144 | 2101 |      |      |      |
| Zandt        | 0273    | 0476    | 0719 | 0764 | 0809 | 0833 | 0792 |      |      |      |
| Dörndorf     | 0250    | 0300    | 0511 | 0508 | 0584 | 0578 | 0558 |      |      |      |
| Bitz         | 0168    | 0196    | 0210 | 0179 | 0186 | 0195 | 0177 |      |      |      |
| Gelbelsee    | 0228    | 0300    | 0461 | 0483 | 0492 | 0505 | 0502 |      |      |      |
| Schönbrunn   | 0107    | 0162    | 0175 | 0240 | 0290 | 0295 | 0310 |      | 0301 |      |
| Gesamt:      | 1321    | 1966    | 3946 | 4256 | 4478 | 4550 | 4440 | 4514 | 4407 | 4712 |

Gemeinde in der heutigen Ausdehnung
| Jahr | Einwohner |
| ---- | --------- |
| 1961 | 2233      |
| 1970 | 2620      |
| 1991 | 3751      |
| 1995 | 4177      |
| 2005 | 4514      |
| 2010 | 4407      |
| 2015 | 4712      |

## Politik

### Gemeinderat
|      | CSU | SPD | FW | CW | UW | Grüne | Gesamt   |
| 1996 | 5   | 5   | 4  | 2  |    |       | 16 Sitze |
| 2002 | 4   | 4   | 5  | 3  |    |       | 16 Sitze |
| 2008 | 3   | 3   | 4  | 4  | 2  |       | 16 Sitze |
| 2014 | 4   | 3   | 4  | 3  | 2  |       | 16 Sitze |
| 2020 | 5   | 3   | 3  | 2  | 1  | 2     | 16 Sitze |

(Stand: Kommunalwahl am 15. März 2020)

### Bürgermeister
| Jan. 1876–März 1883  | H. Mandlinger       |  | Aug. 1945–Mai 1948     | Max Kretschmeier                  |  | seit März 2013 |  | Claudia Forster (CSU) |  |
| April 1883–Dez. 1887 | H. Löffler          |  | Juni 1948–April 1960   | Michael Wittmann                  |  |                |  |                       |  |
| Jan. 1888–Dez. 1893  | Joseph Kerschenlohr |  | Mai 1960–April 1964    | Ludwig Kleiner                    |  |                |  |                       |  |
| Jan. 1894–Dez. 1899  | H. Mosandl          |  | Mai 1964–April 1978    | Michael Heggenberger              |  |                |  |                       |  |
| Jan. 1900–Dez. 1914  | Franz Xaver Löffler |  | Mai 1978–April 1996    | Alfons Weber                      |  |                |  |                       |  |
| Jan. 1915–Juni 1919  | H. Lorenz Kiermayer |  | Mai 1996–April 2008    | Josef Bienek (Freie Wähler)       |  |                |  |                       |  |
| Juli 1919–Juli 1945  | Franz Meier         |  | Mai 2008-Dezember 2012 | Jürgen Hauke (Christliche Wähler) |  |                |  |                       |  |

### Wappen
| | Blasonierung: „Gespalten von Silber und Rot; vorne eine grüne Ranke mit vier Blättern, hinten ein silberner Viereckpfeiler.“ |
| Wappenbegründung: Durch das Gemeindegebiet von Denkendorf verläuft der Limes, die einstige Grenze zwischen der römischen Provinz Raetien und dem unbesetzten Germanien; Spuren dieser Grenzmauer sind in den Gemarkungen Gelbelsee, Denkendorf und Zandt im Gelände noch zu erkennen. An den Limes erinnert im Gemeindewappen die stilisierte Abbildung der vom bayerischen König Max II. in Denkendorf errichteten Römergedenksäule (sog. Maxlstein). Die Figur der vierblättrigen Ranke stammt aus dem Wappen des eingesessenen Edelgeschlechts der Herren von Zandt, die von 1245 bis 1519 mehrfach erwähnt werden, zum Beispiel 1306 und 1347 als Inhaber des Zandter Burglehens und 1451 und 1485 als Besitzer von Schönbrunn. Die Feldfarben Silber und Rot knüpfen an das Eichstätter Hochstiftswappen an, da das Hochstift bis zur Säkularisation (1803) die Landeshoheit über den größten Teil des heutigen Gemeindegebietes innehatte. Dieses Wappen wird seit 1976 geführt. | |

### Gemeindepartnerschaften

Denkmal zur Partnerschaft mit Moskau

Russland: Seit dem Jahr 1980 hegt die Gemeinde Denkendorf freundschaftliche Beziehungen zum Moskauer Stadtteil Krasnaja Presnja. Damals reisten Bürgermeister, Arzt, Pfarrer und die Blaskapelle nach Moskau und sorgten mit Hilfe von Freibier und einem Standkonzert auf dem Roten Platz für „Tauwetter“. Schon ein Jahr später stattete eine russische Delegation einen Gegenbesuch ab. Am 9. August 1986 überbrachte eine Abordnung den Beschluss des Gemeinderates und trug dem Bezirksrat eine Städtepartnerschaft an. Einen vorläufigen Höhepunkt erreichten die Beziehungen beim Besuch des ehemaligen sowjetischen Staatspräsidenten und Nobelpreisträgers Michail Gorbatschow und seiner Frau Raissa Gorbatschowa am 26. Juli 1993. Zwei diesbezügliche Denkmäler im Ortskern wurden vom UNESCO-Preisträger und russischen Bildhauer Dmitri Rjabitchev geschaffen, dem seit 1996 ebenfalls ein Denkmal in Denkendorf gewidmet ist.

## Baudenkmäler
Es gibt 34 Baudenkmäler (Stand 4. Juli 2023).

## Wirtschaft und Infrastruktur

### Unternehmen
Seit 2016 ist der Automobilhersteller Apollo in Denkendorf ansässig. Ein weiteres bedeutendes Unternehmen ist die Bäckereien-Kette Bäckerei Sipl.

### Verkehr

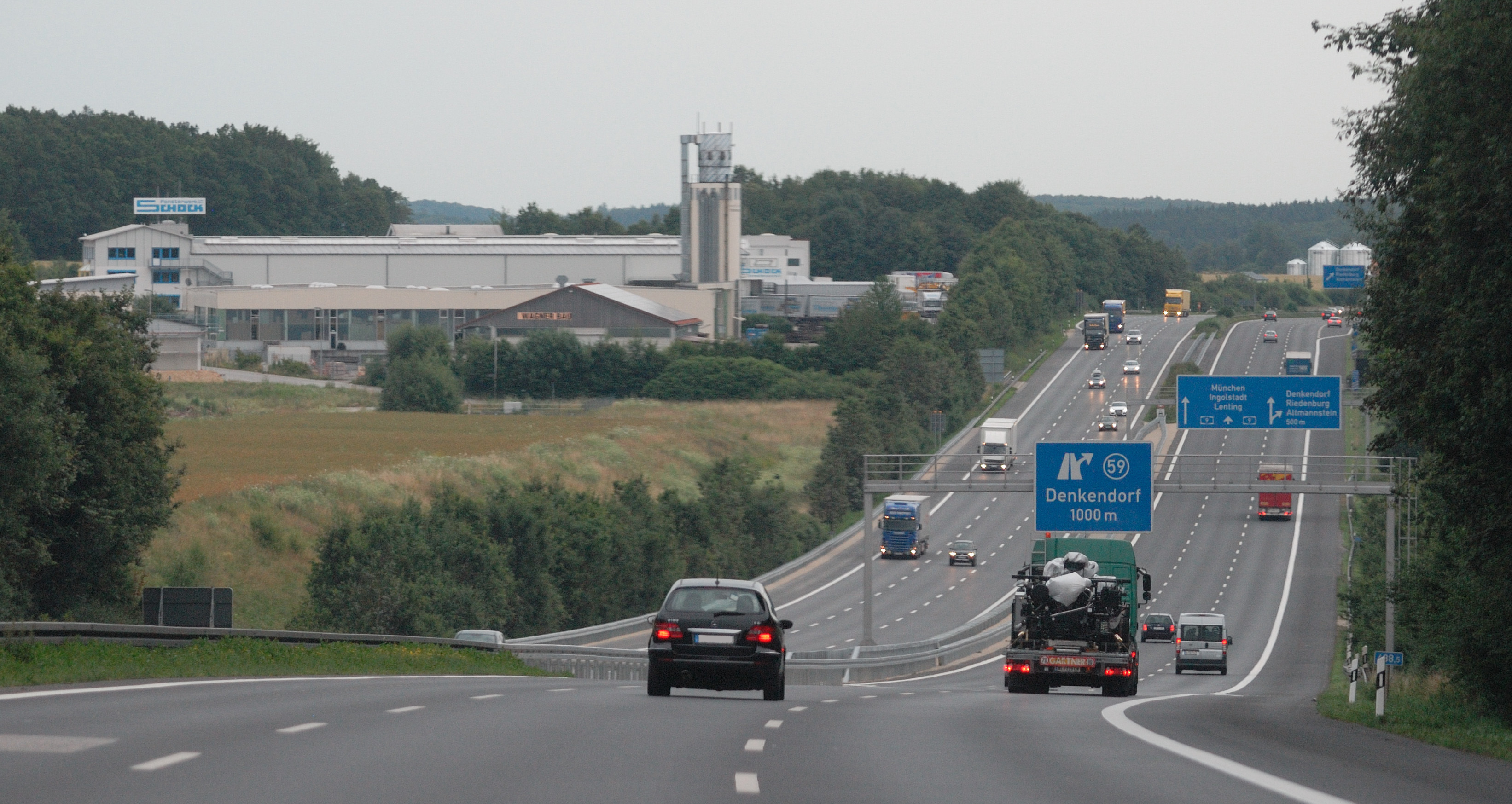
Blick von Norden von der A 9 auf die Anschlussstelle Denkendorf

Denkendorf liegt direkt an der Bundesautobahn 9 und ist über eine 
Autobahnausfahrt erreichbar. In weiten Teilen parallel zur A 9 verläuft die Schnellfahrstrecke Nürnberg–Ingolstadt der Deutschen Bahn. Die Gemeinde Denkendorf wird vom 1.925 Meter langen Denkendorftunnel unterquert.
Durch die Gemeinde führt der Deutsche Limes-Radweg. Er folgt dem Obergermanisch-Raetischen Limes über 818 km von Bad Hönningen am Rhein nach Regensburg an der Donau.
Auch die Deutsche Limes-Straße verläuft durch den Ort.
Der Limeswanderweg streift den nördlichen Ortsrand von Denkendorf.

### Bildung
In Denkendorf gibt es eine Grund- und Mittelschule.

### Museum

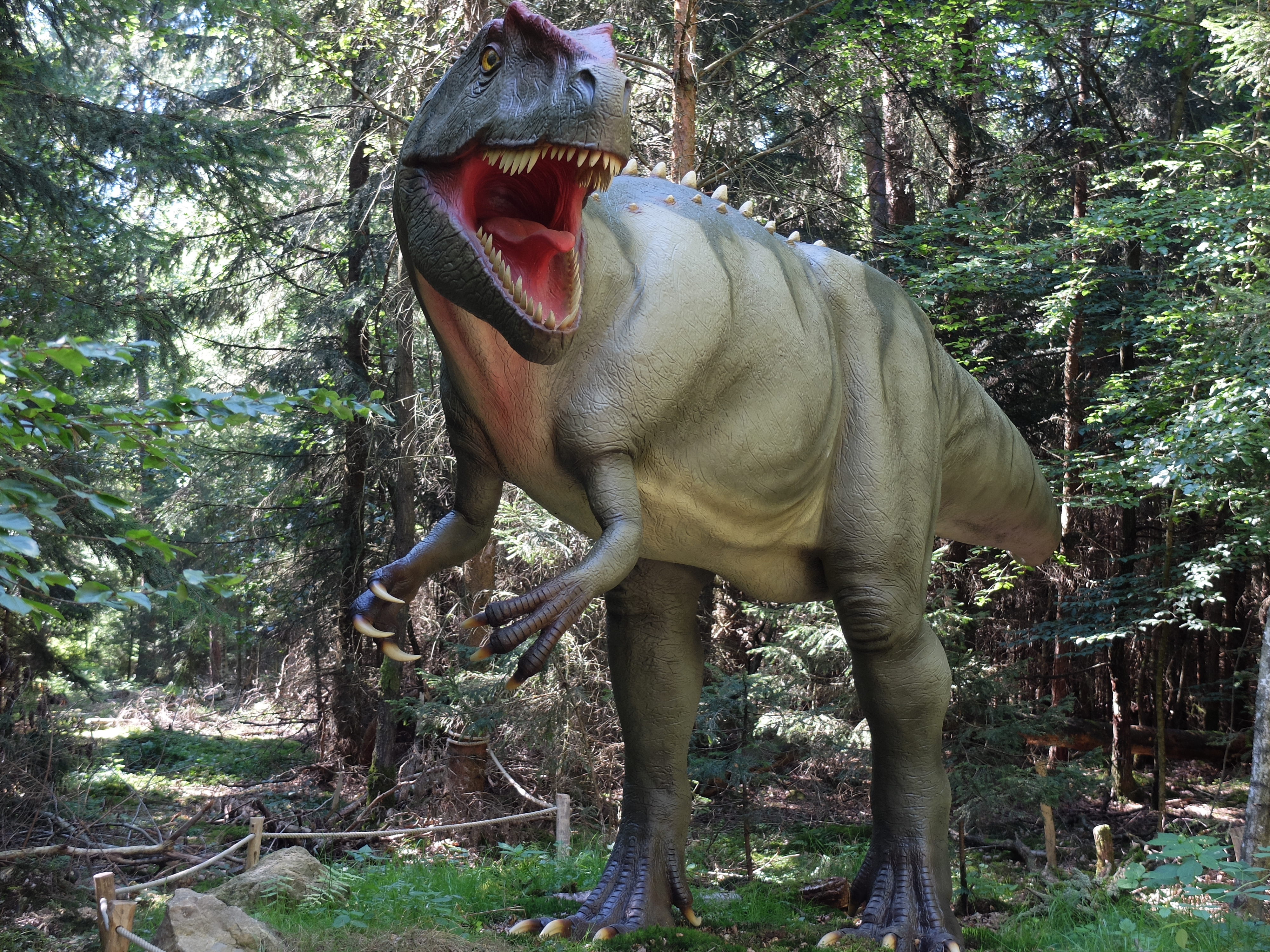
Der Allosaurus im Freiluftmuseum

Seit 2016 besteht der Dinosaurier-Park Altmühltal im Norden von Denkendorf. Dort ist das zwölfte gefundene Exemplar des Urvogels Archaeopteryx ausgestellt, zudem ist u. a. das Skelett „Rocky“ eines Tyrannosaurus zu sehen. Das anhängende Dinosaurier-Freiluftmuseum bietet einen Waldrundweg zu Modellen ausgestorbener Tiere der Erdgeschichte, insbesondere Dinosaurier.

### Sender Gelbelsee
Der Sender Gelbelsee, eine Sendeanlage des Bayerischen Rundfunks, steht nahe der A 9, in Sichtweite des Rastplatzes „Gelbelsee“.

## Persönlichkeiten

### Söhne und Töchter der Stadt
- Leonhard Haller (1499 oder 1500–1570), Weihbischof in Eichstätt, Sohn des Denkendorfer Baders

### Persönlichkeiten, die vor Ort gewirkt haben
- Johannes Auer, Pfarrer von Denkendorf (1939–1977), gestorben 1998

### Ehrenbürger
- 7. April 1993: Theresia Stadler (1918–2014), Lehrerin und Ehrenamtlerin
- Wilhelm Reitzer (1917–2007), Prälat, Pfarrer, Domkapitular, Finanzdirektor der Diözese Eichstätt und Leiter des Europäischen Hilfsfonds

## Gedenkstätten
Ein freistehendes Steinkreuz mit der eingravierten stilisierten Stalingradmadonna mahnt zum Frieden.